# زن ستوان فرانسوی
زن ستوان فرانسوی (انگلیسی: The French Lieutenant's Woman) فیلمی در ژانر رمانتیک و درام است که در سال ۱۹۸۱ منتشر شد.
مریل استریپ توانست برای بازی در این فیلم برای دریافتِ جایزه اسکار بهترین بازیگر نقش اول زن نامزد شود.

## بازیگران
- مریل استریپ
- جرمی آیرونز
- دیوید وارنر
- پیتر وان
- لئو مک‌کرن
- ریچارد گریفیتس
- الون آرمسترانگ
- پنه‌لوپه ویلتون
- هیلتون مک‌ری
- لینزی بکستر